# -idin
Die Endung -idin ist in der Chemie Namensbestandteil zahlreicher Einzelverbindungen und Stoffgruppen. Dabei handelt es sich in den meisten Fällen um aromatische Verbindungen, die Stickstoff enthalten. Die Namensgebung folgt jedoch keiner durchgehenden Systematik.

## Derivate von aromatischen Stammverbindungen
| Struktur von Anisol | Struktur von o-Anisidin |
| Anisol              | o-Anisidin              |
Zahlreiche aromatische Verbindungen leiten ihren Namen von einer Stammverbindung ab. Hier wird als zusätzlicher Substituent eine Aminogruppe eingeführt. Meistens wird die Endung -ol abgetrennt und die Endung -idin angehängt.
So entsteht:
- aus Toluol das Toluidin
- aus Anisol (Methoxybenzol) das Anisidin,
- aus Phenetol (Ethoxybenzol) das Phenetidin
- aus Xylol das Xylidin
- aus Cumol (Isopropylbenzol) das Cumidin
- aus Mesitylen das Mesidin
- aus Pseudocumol das Pseudocumidin
- aus Kresol das Kresidin

Phenol und Benzol folgen nicht dieser Systematik.
- Aus Phenol kann man entsprechend den Namen Phenidin bilden. Dieser Name müsste dann für das Aminophenol verwendet werden. Der Name Phenidin wird jedoch als weiterer Trivialname für Phenacetin verwendet.
- Aus Benzol kann man entsprechend den Namen Benzidin bilden. Dieser Name müsste dann für das Aminobenzol (= Anilin) verwendet werden. Der Name Benzidin wird jedoch für das 4,4′-Diaminobiphenyl verwendet.

## Stickstoffhaltige heterocyclische Verbindungen
| Struktur von Pyrrol | Struktur von Pyrrolidin |
| Pyrrol              | Pyrrolidin              |
| Struktur von Oxazol | Struktur von Oxazolidin |
| Oxazol              | Oxazolidin              |
| Struktur von Thiazol | Struktur von Thiazolidin |
| Thiazol              | Thiazolidin              |
Zahlreiche stickstoffhaltige heterocyclische Verbindungen enthalten gleichfalls die Endung -idin wie z. B. Pyridin, Pyrimidin, Lutidin, Collidin usw. Piperidin ist ein gesättigter Heterocyclus.
Nach dem Hantzsch-Widman-System ist diese Endung Bestandteil der Endung von stickstoffhaltigen, gesättigten Ringe mit einer Ringgröße von drei, vier und fünf Atomen. Für diese werden die Endungen -iridin (für Dreiringe), -etidin (für Vierringe) und -olidin (für Fünfringe) verwendet.

### Nucleoside
Die triviale Endung -idin zeigt an, dass in den betreffenden Nucleosiden Pyrimidinbasen als Strukturelement enthalten sind, z. B.:
- Cytidin
- Uridin
- Thymidin
- Thiouridin

## Verbindungen ohne Stickstoff
Es gibt allerdings Stoffe, die auf -idin enden, die keinen Stickstoff enthalten, z. B. Hesperidin.